# アイオリス・パルス
アイオリス・パルス（英語: Aeolis Palus）は、ゲールクレーターの北壁と火星のアイオリス山（シャープ山）の北麓の丘陵地帯の間の平原（南緯4度28分 東経137度25分 / 南緯4.47度 東経137.42度）。 
NASAマーズ・サイエンス・ラボラトリーのミッションは、2012年8月にキュリオシティローバーをアイオリス・パルスに着陸させた。キュリオシティは、アイオリス山に向かって進んだときに、2年（地球）を費やして平原を探索。ローバーは2014年9月に平野を離れ、山の麓に到着した。

## ブラッドベリ・ランディング
「ブラッドベリランディング」は、アイオリス・パルスの名前の付いた場所。2012年8月6日、火星にあるゲールクレーター内のマーズ・サイエンス・ラボラトリー（MSL）のキュリオシティローバー着陸地点。
2012年8月22日、NASAは、彼の92歳の誕生日に、2012年6月5日に亡くなった作家「レイ・ブラッドベリ」にちなんで名付けられた。

## 画像
- アイオリス・パルスとその周辺のキュリオシティローバー着陸地点 — 最初の360色のパノラマ（2012年8月8 / 10vid）。
- ブラッドベリ・ランディングの命名に敬意を表して、NASAはレイ・ブラッドベリが彼の詩を読んでいるビデオをリリースした。

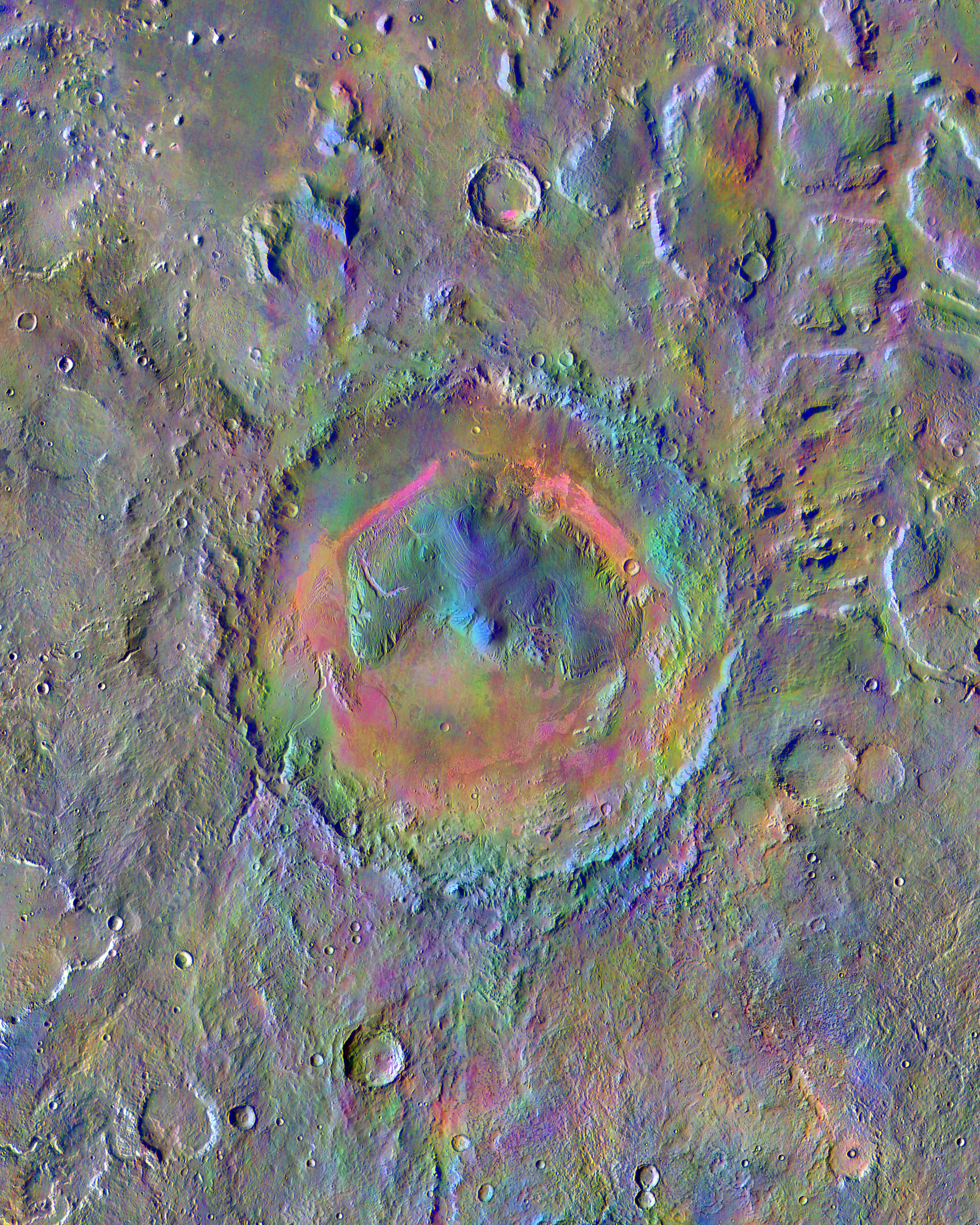
ゲイルクレーター - 表面素材（偽色; 熱放射イメージングシステム（英語版）; 2001マーズ・オデッセイ）。
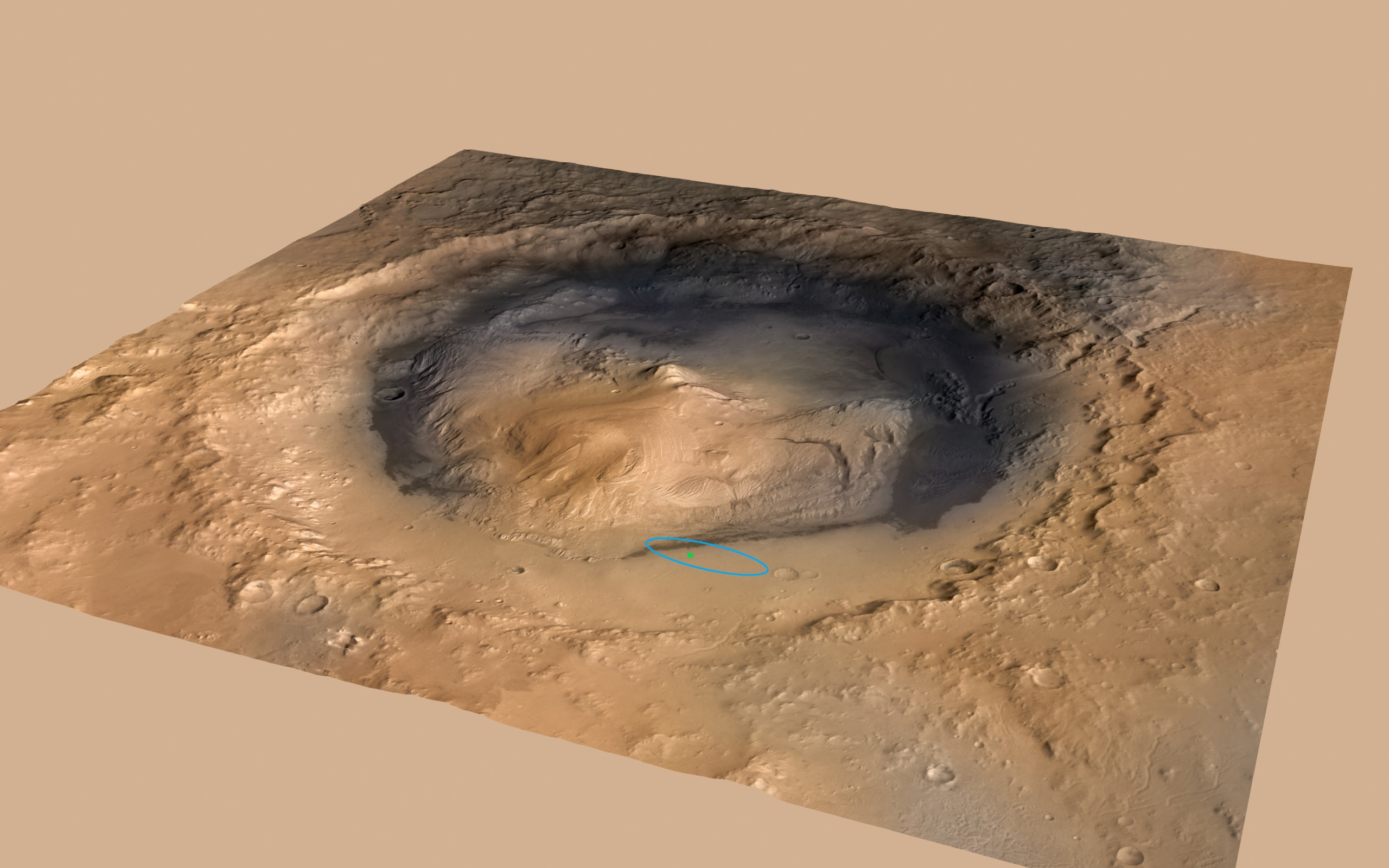
アイオリス山はゲイルクレーターの中央から上昇している - 緑色の点はアイオリス・パルスのキュリオシティローバー着陸地点を示す。
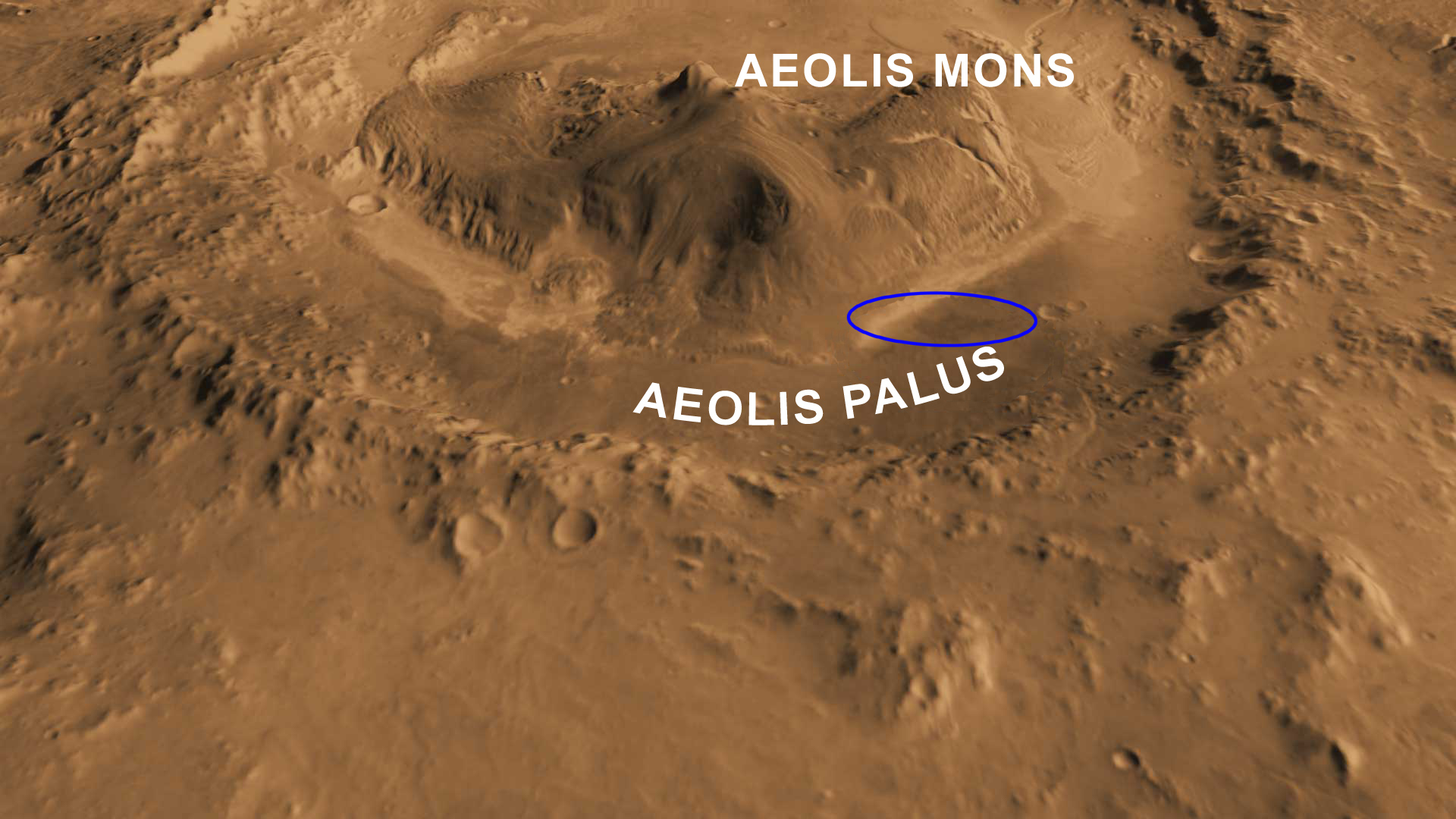
ゲイルクレーター - 着陸地点はアイオリス山（「シャープ山」）近くのアイオリス・パルス内にある - 北は下がっている。
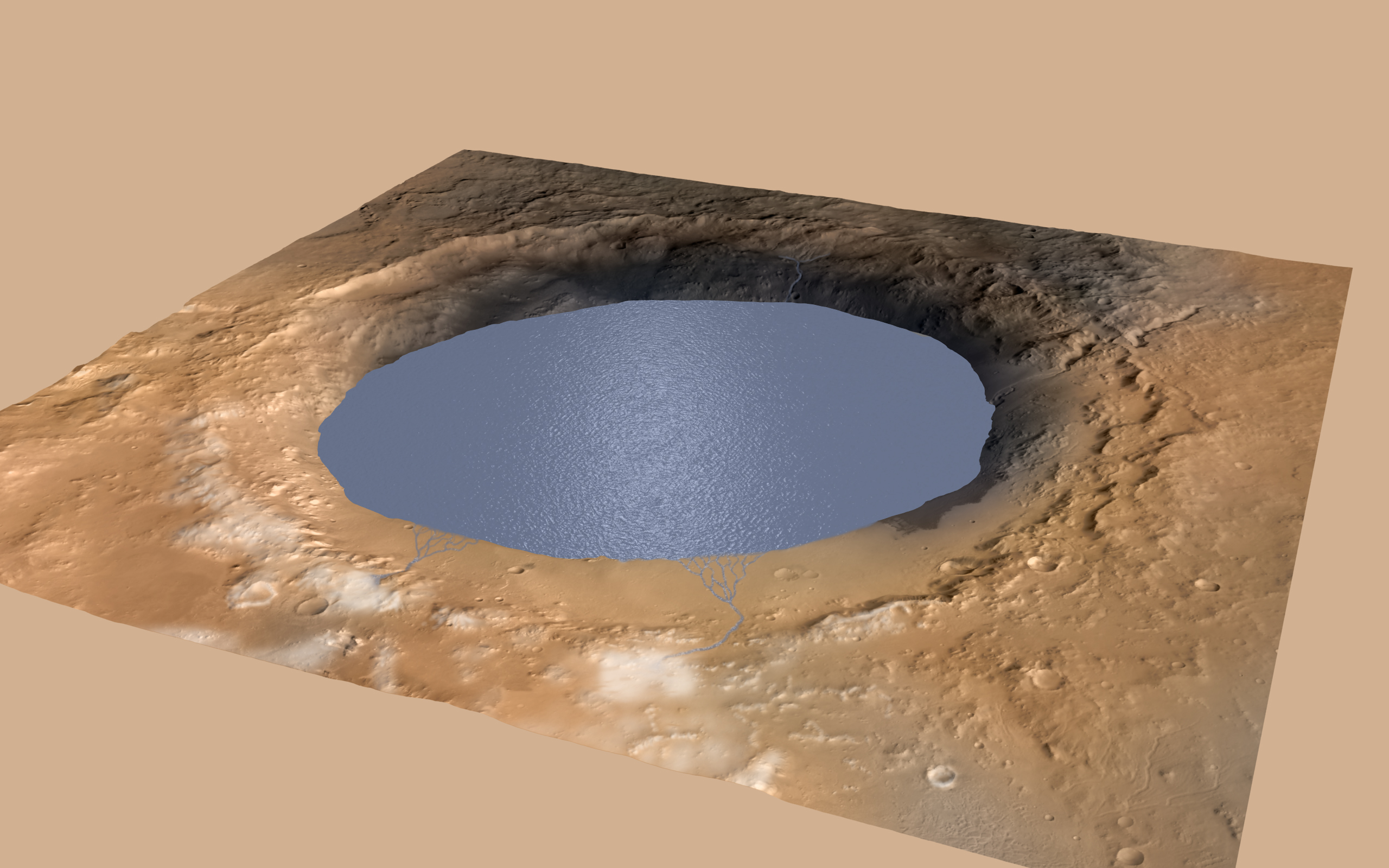
古代湖は火星のゲイルクレーターを満たしている（シミュレートされた眺め）。
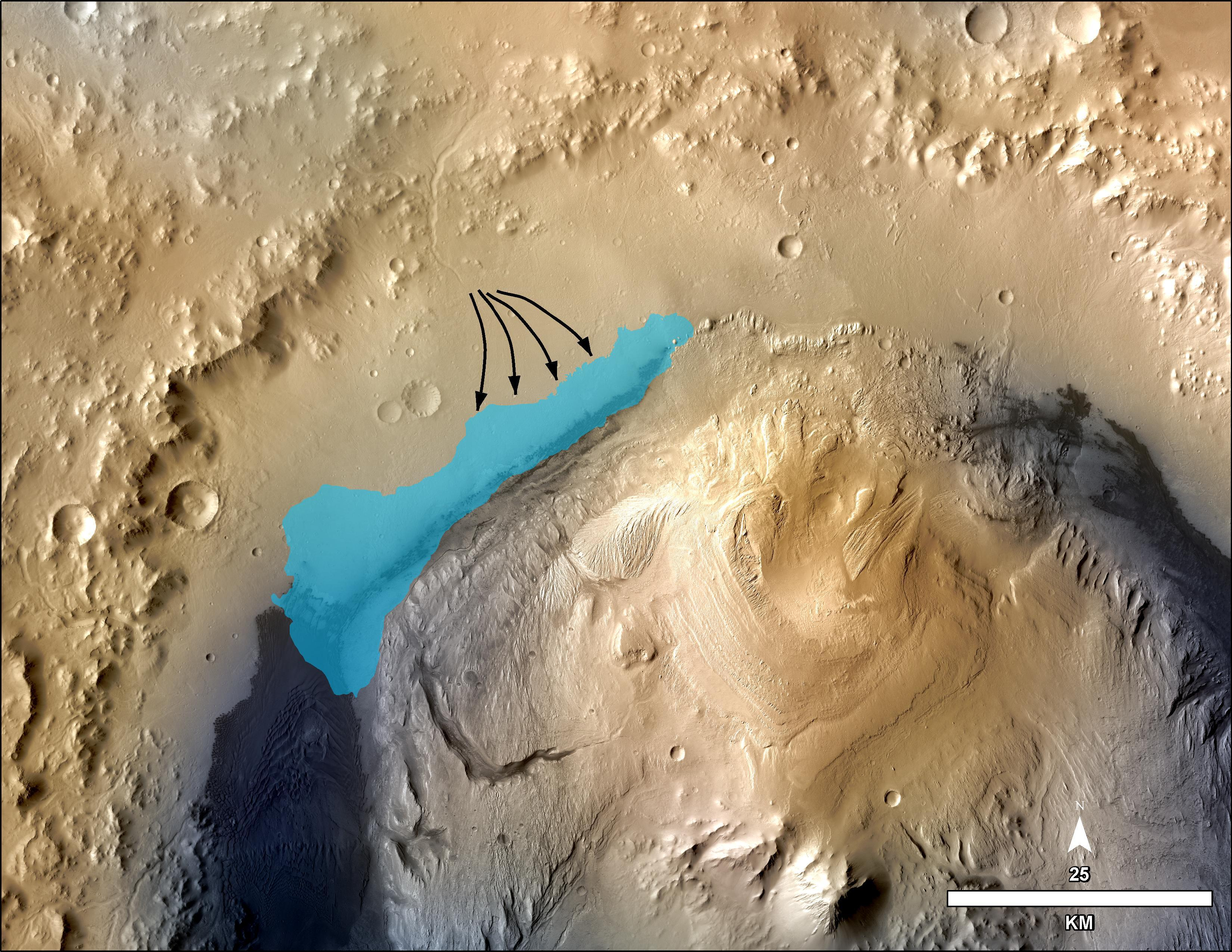
ゲイルクレーターのアイオリス・パルスの古代湖 - 可能なサイズ（2013年12月9日）
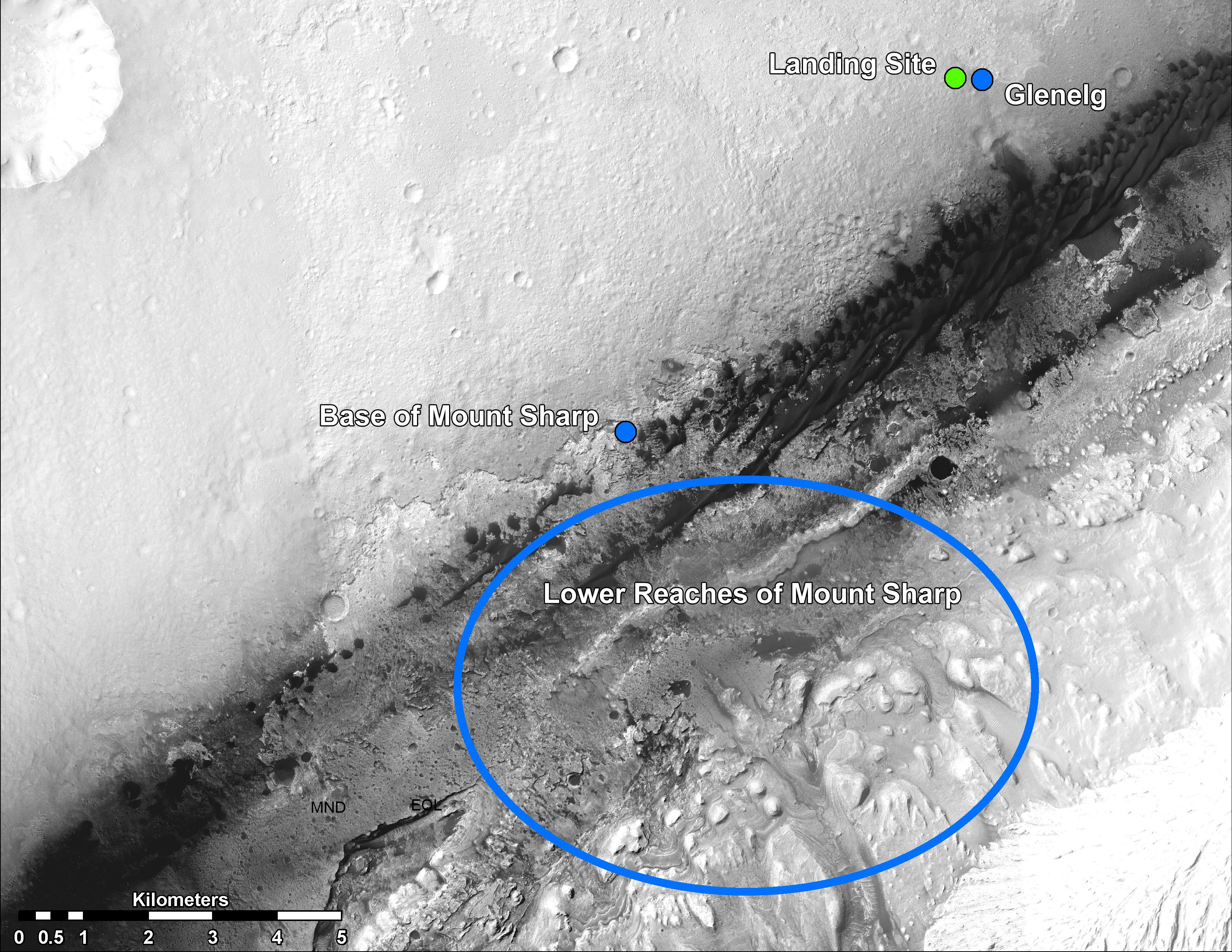
キュリオシティローバーの着陸地点（緑の点） - 青い点はグレネルグをマークしている。 - 青いスポットは「アイオリス山の基地」をマークしている。 - 計画された研究領域。
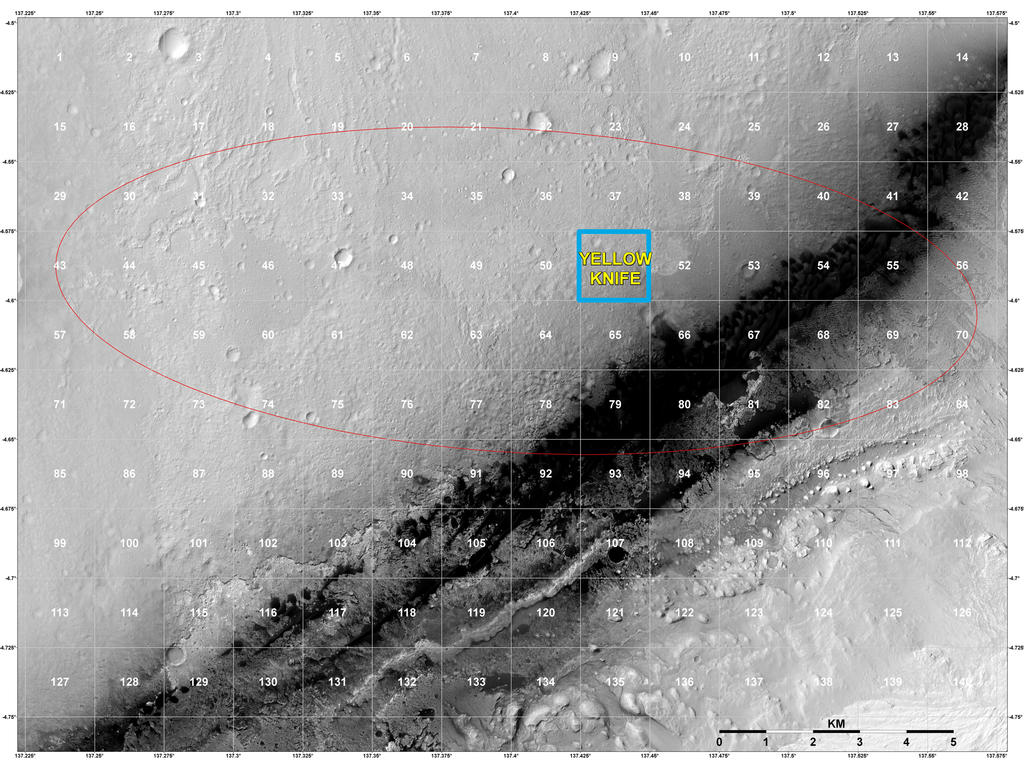
キュリオシティローバーの着陸地点 -「クワッドマップ（英語版）」には、ゲイルクレーターのアイオリス・パルスの「イエローナイフ」クワッド51が含まれる。
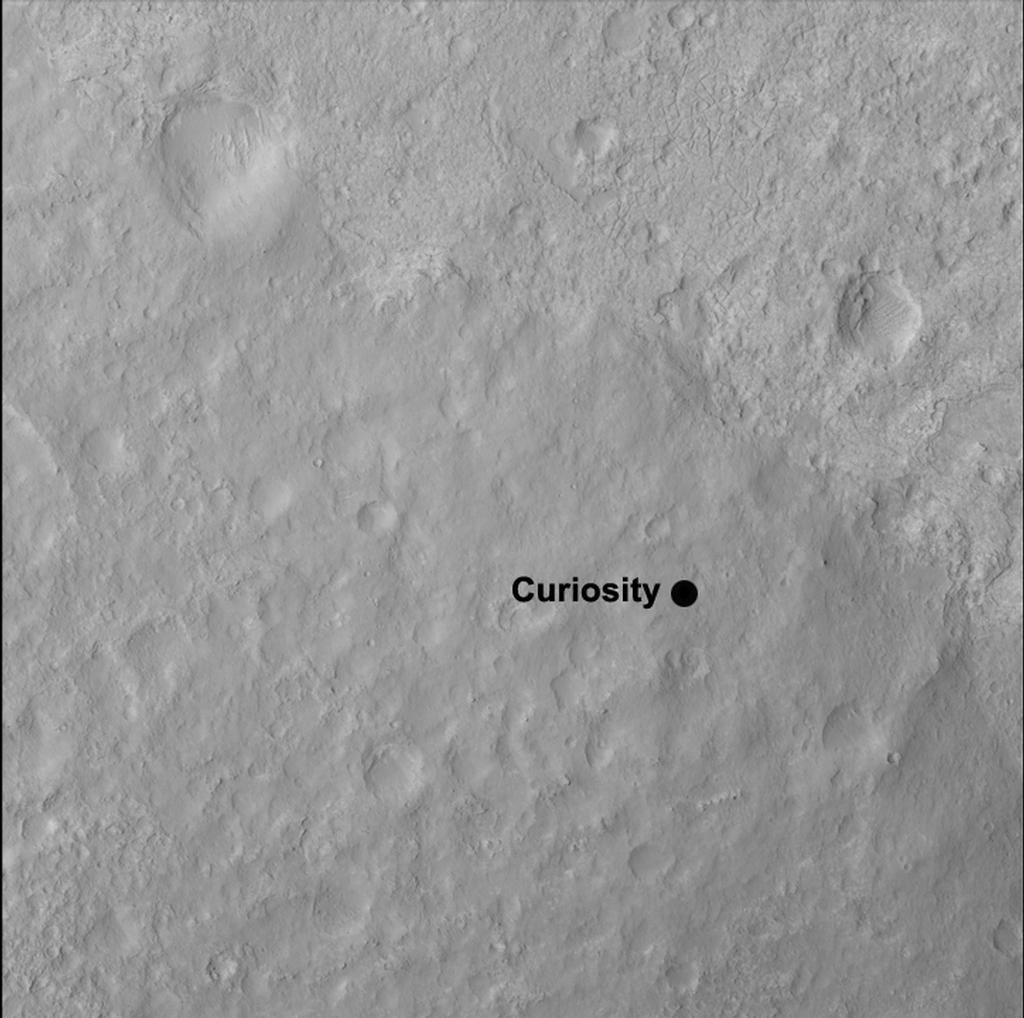
キュリオシティローバーの着陸地点 - ゲイルクレーターのアイオリス・パルスの「イエローナイフ」クワッド51（1-mi-by-1-mi）。
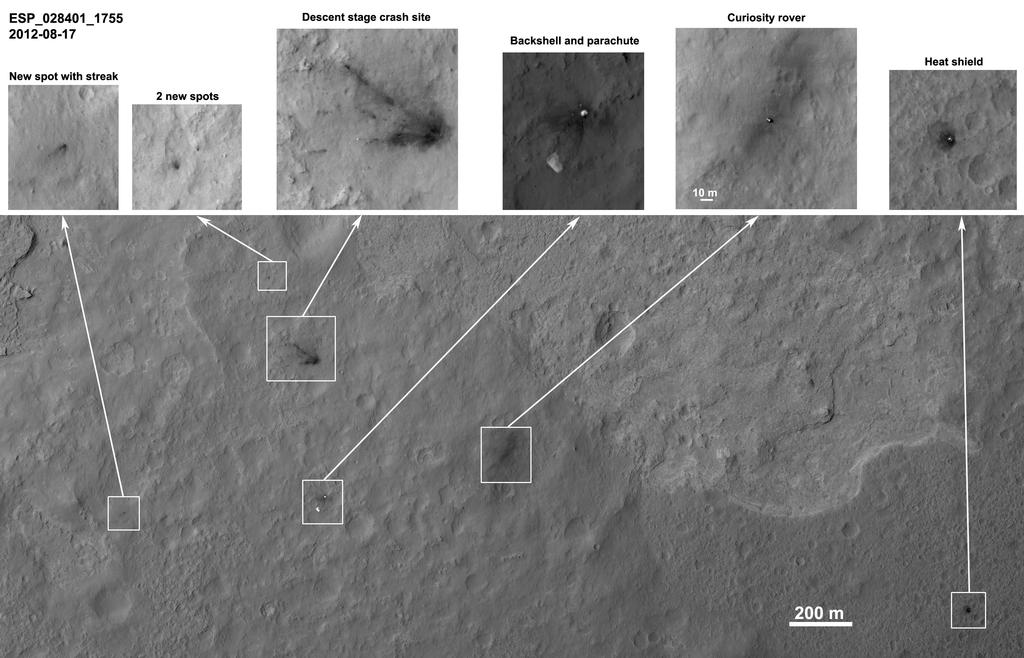
2012年8月17日にHiRISE（英語版）によって見られたMSLデブリフィールド - パラシュートはローバーから615 m (2,018 ft) である。[10] (3-D: ローバー と  パラシュート)
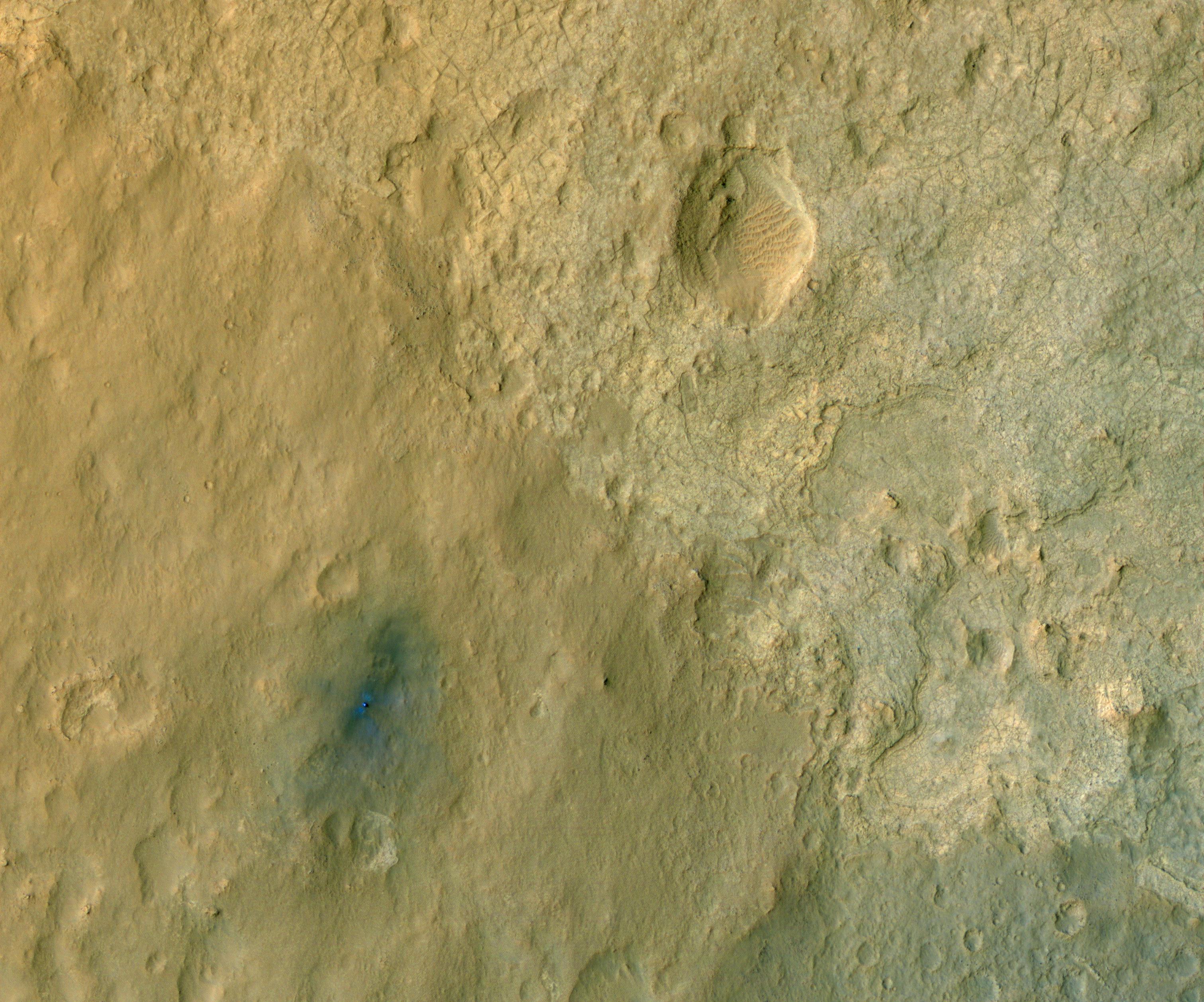
HiRISE（英語版）（MRO）よって見られたキュリオシティの着陸地点（ブラッドベリ・ランディング）（2012年8月14日）。
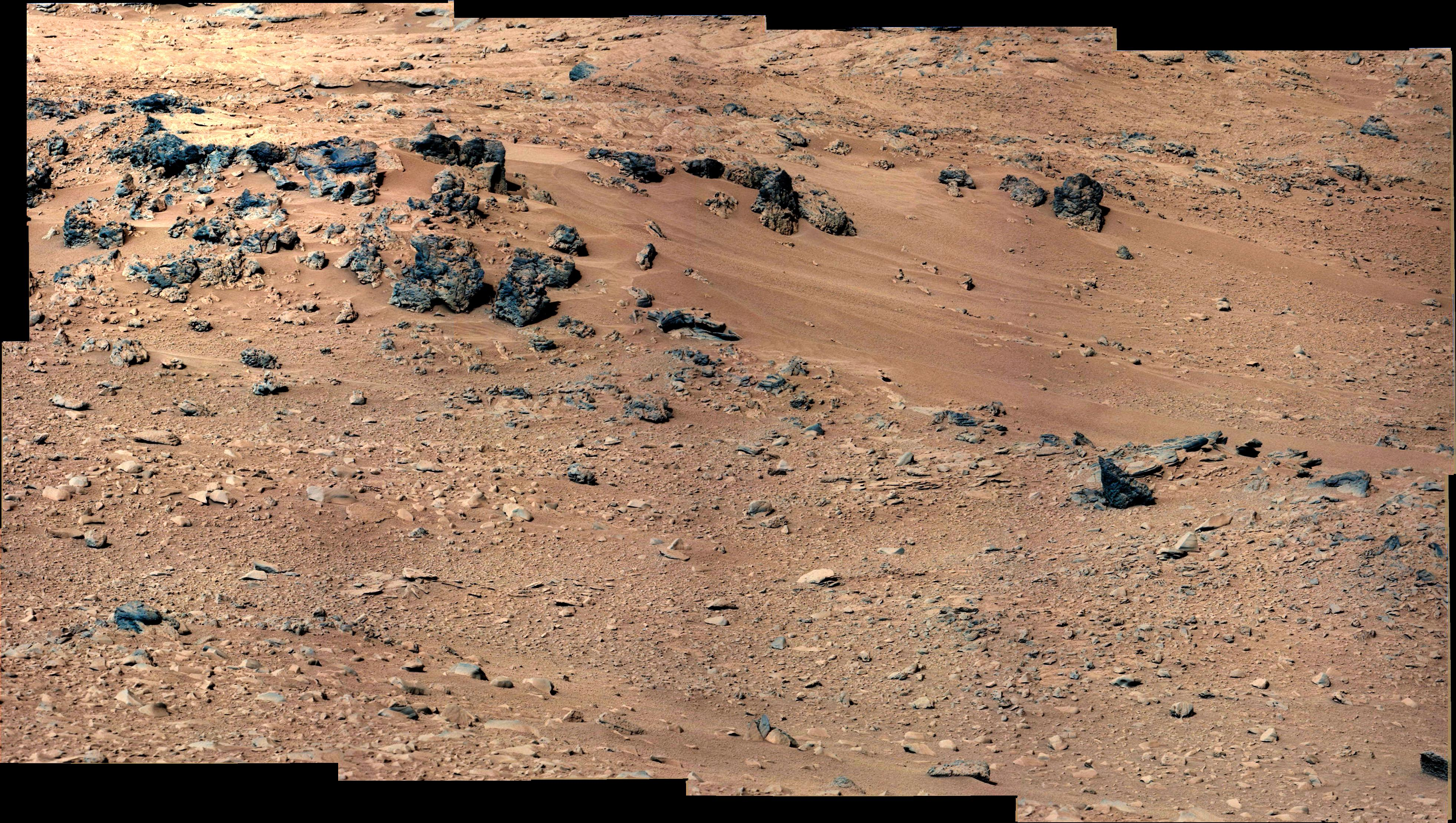
アイオリス・パルスの「ロックネスト」砂パッチ - 「ブラッドベリ・ランディング」とグレネルグの間（2012年9月28日）。
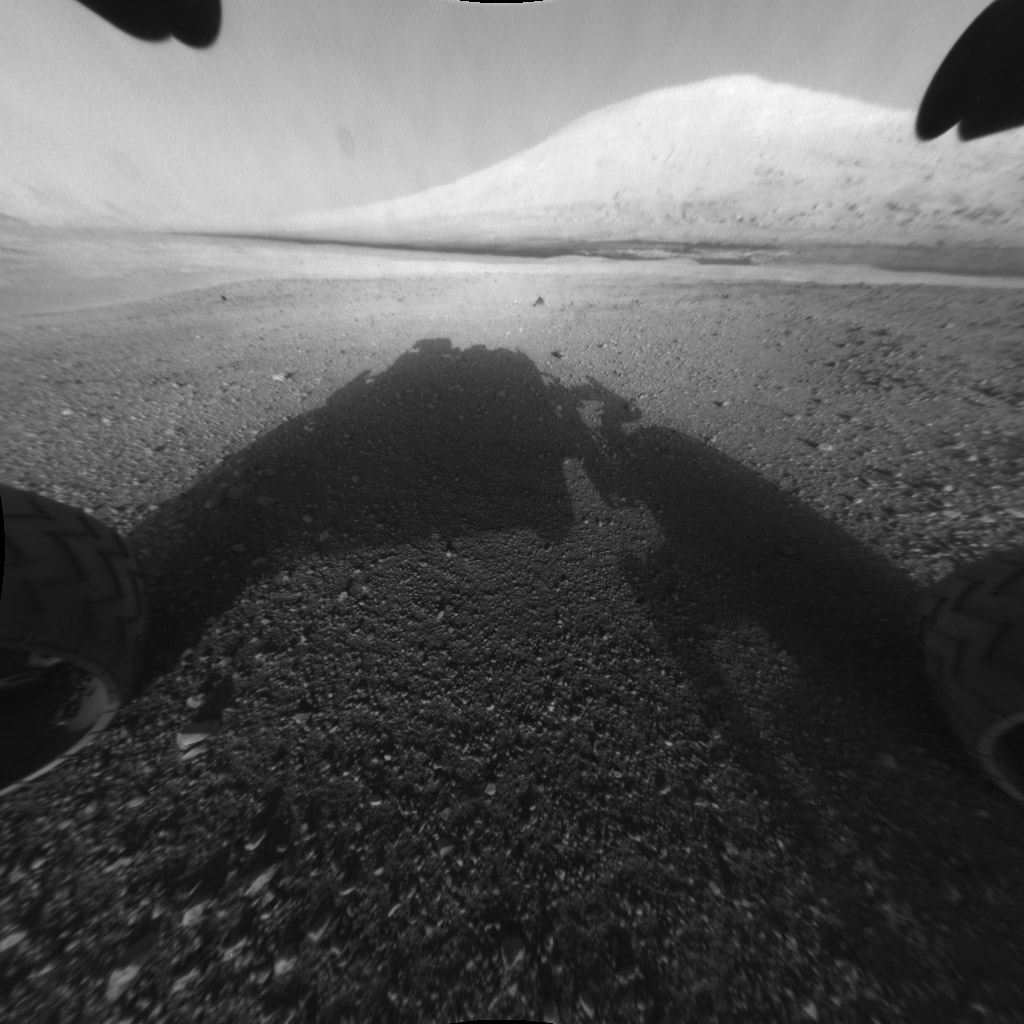
キュリオシティローバーから見たアイオリス・パルスとアイオリス山（「シャープ山」）（2012年8月6日）
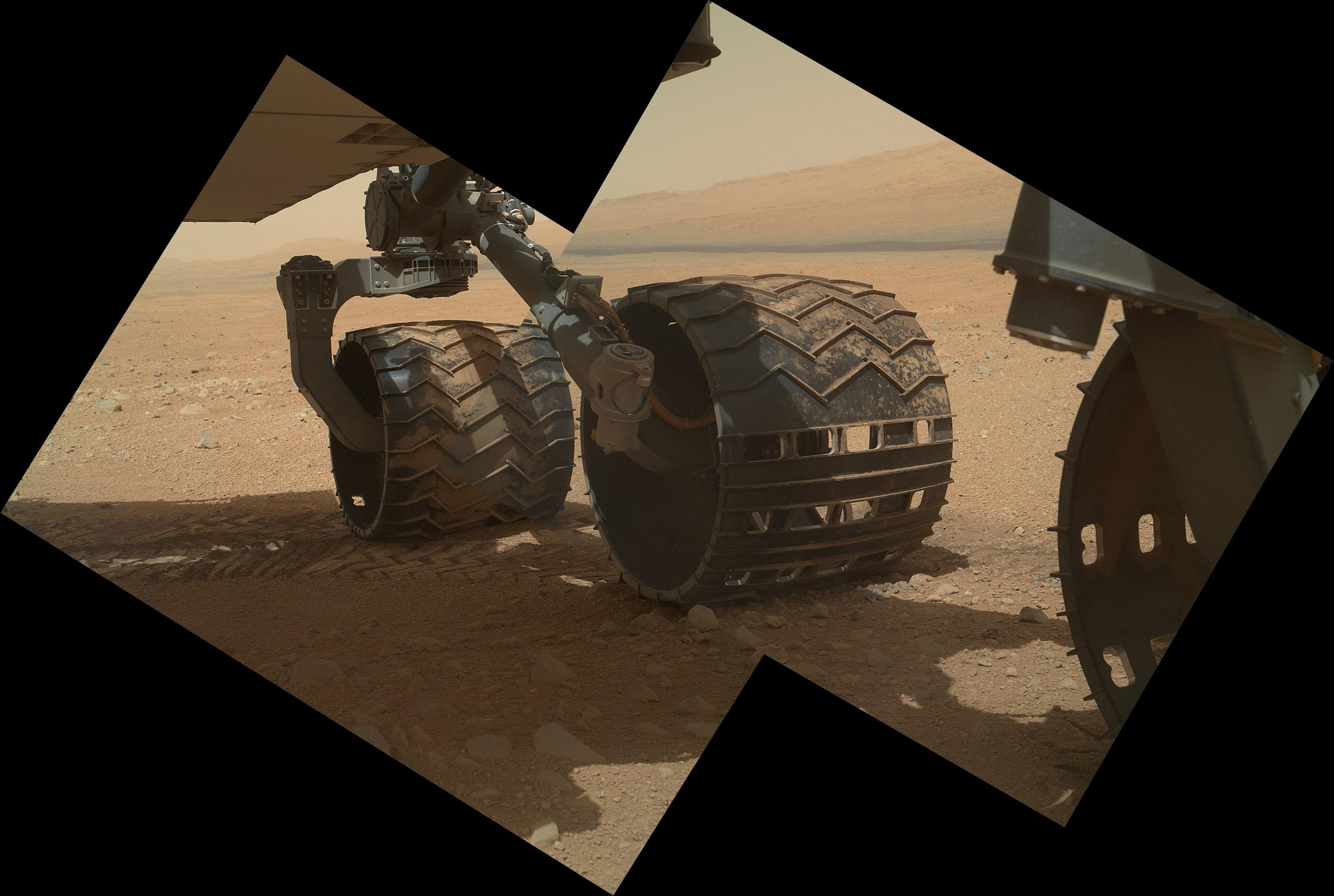
キュリオシティローバーの車輪 - 「シャープ山」が背景にある (MAHLI,2012年9月9日).
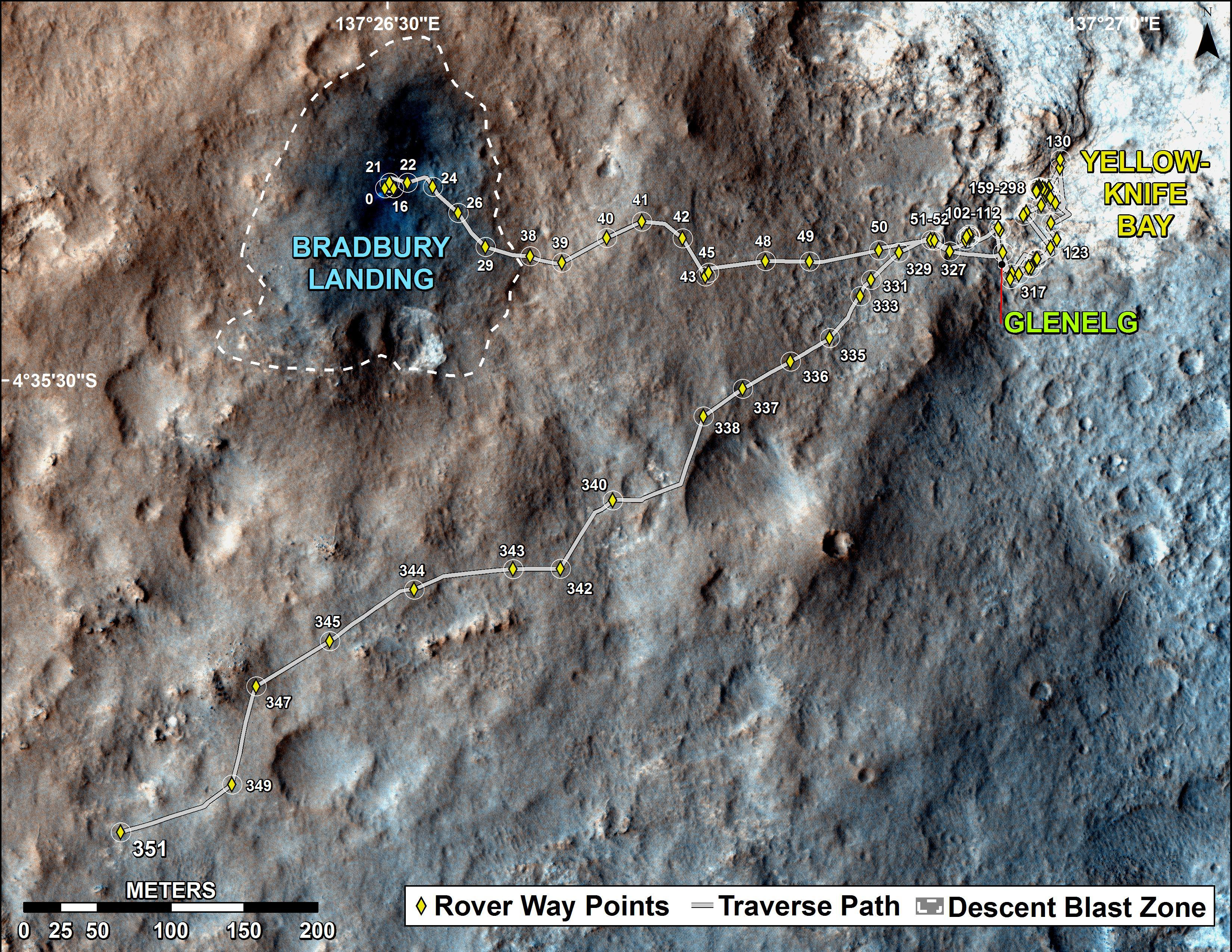
火星のキュリオシティローバーの1年目と1マイルのトラバースマップ（2013年8月1日）(3-D).